# サッカル
サッカル（ウルドゥー語：سکھر、シンド語：سکر 英語：Sukkur)は、パキスタン南部、シンド州北部にある都市。2015年の人口は約138万人。

## 歴史
紀元前326年、アレクサンドロス大王が征服した。
711年、ウマイヤ族のムハンマド・ビン・カシム将軍が征服した。
ムガル帝国の衰退後は、多くの反自治部族が支配した。
1809年から1824年、カイプールに併合された。
1833年、アフガニスタンのドゥッラーニー朝のシュジャー・シャーがタルプル王国を破り、全シンドを獲得した。
1842年、イギリスがミアニの戦いでタルプル王国を破り、全シンドを獲得した。
1947年、パキスタンが独立した。

## 教育
- Sukkur IBA University

## 施設・歴史的建造物

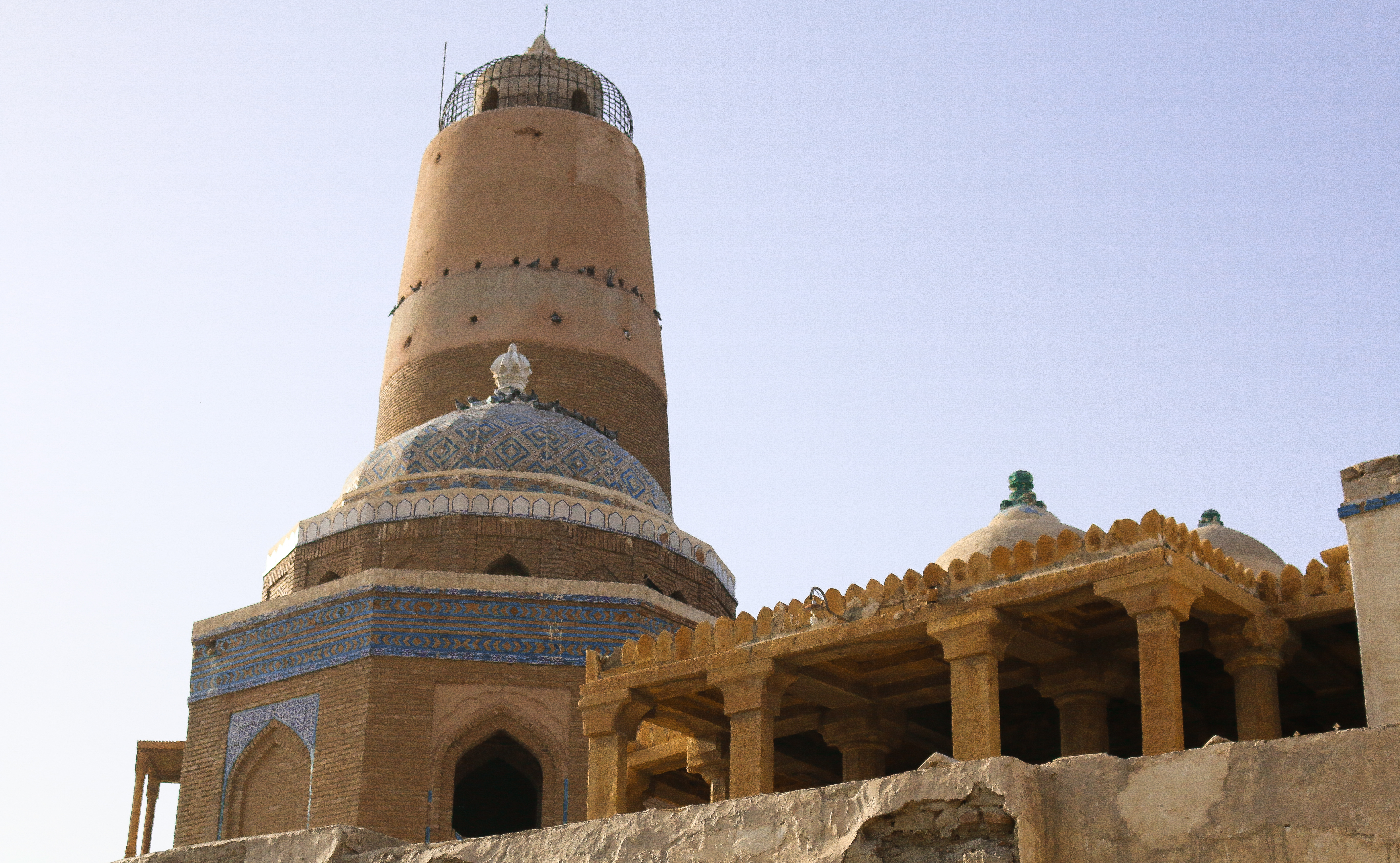
マスム・シャー廟